# Rhyacophila langdarma
Rhyacophila langdarma är en nattsländeart som beskrevs av Schmid 1970. Rhyacophila langdarma ingår i släktet Rhyacophila och familjen rovnattsländor. Inga underarter finns listade i Catalogue of Life.